# Burswood Dome
Der Burswood Dome (offiziell: Dome at Crown Perth) war eine Mehrzweckhalle in der australischen Stadt Perth im Bundesstaat Western Australia. 

## Geschichte

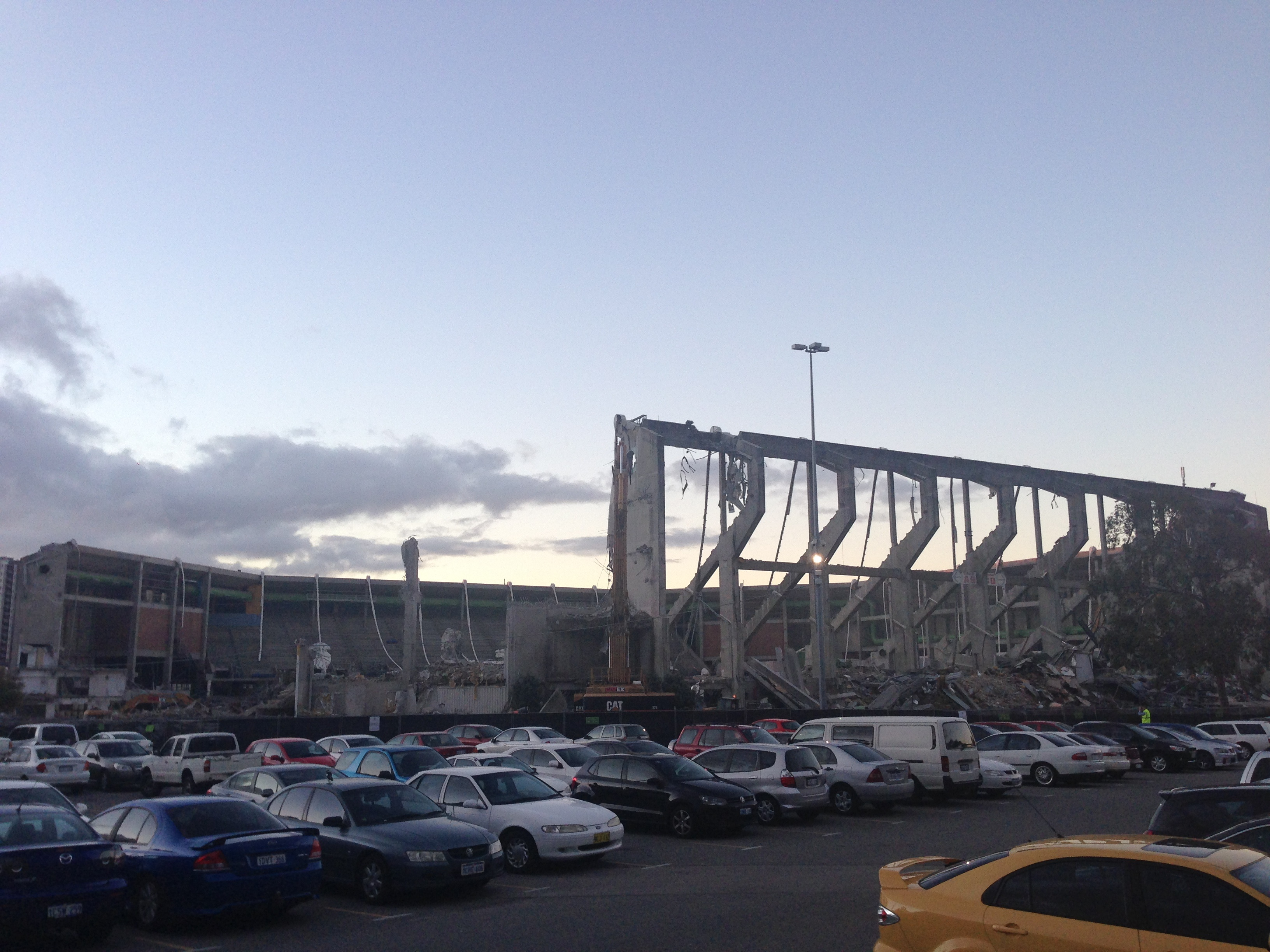
Abriss des Burswood Dome im August 2013

Der am 28. August 1987 eingeweihte Burswood Superdome wurde für Konzerte, sportliche Ereignisse oder verschiedenste Veranstaltungen konzipiert. Der Bau mit einer Länge von 118 Meter und einer Breite von 74,5 Meter (8.800 m2 Fläche) bot 13.600 fest installierte Sitzplätze. Er ließ sich mit temporär aufgestellten Sitzen auf über 20.000 Plätze erweitern. Der Dome wurde von einem Teflon beschichteten Tragluftdach aus glasfaserverstärktem Kunststoff in 35 Meter Höhe überspannt. Die Konstruktion ließ natürliches Licht in den Innenraum scheinen. Ein Gitter aus Drahtseilen hielt das von acht großen Ventilatoren stetig mit Luft befüllte Dach in Position. Nach der Eröffnung der Perth Arena im November 2012 wurden am 28. Juni 2013, in Vorbereitung auf den Abriss, die Ventilatoren abgestellt und das Dach entlüftet. Im Juli 2013 begann der Abbruch der Halle, um Platz für einen Parkplatz mit 1.000 Stellplätzen zu machen.

## Lage
Der Burswood Dome war Teil des Burswood Entertainment Complex am Swan River, etwa 3 km vom Stadtzentrum von Perth entfernt. Er befand sich im Eigentum der Crown Limited Group. In dem Gesamtkomplex gibt es ein Casino, das 24 Stunden geöffnet ist, sieben Restaurants, acht Bars, einen Nachtclub, zwei internationale Hotels (ein 5-Sterne InterContinental- und ein 4-Sterne Holiday Inn-Hotel), ein Konferenzzentrum, ein Theater, ein Golfplatz. Die Burswood Train Station, die nahe dem ehemaligen Gelände des Burswood Dome liegt, ist mit der Innenstadt von Perth durch öffentliche Verkehrsmittel erreichbar.

## Konzerte
Das erste Konzert in der Halle gab Mick Jagger 1988. Den letzten Konzertauftritt des Domes hatten The Beach Boys im September 2012. Der Zuschauerrekord hält ein Konzert von Cliff Richard & The Shadows im Jahr 2010, als sich 34.000 Besucher in der Halle einfanden. Im Dome traten des Weiteren viele nationale und internationale Künstler und Bands wie die Dixie Chicks, Kim Wilde, Little River Band, Mark Knopfler, Coldplay, R.E.M., Kylie Minogue, Andrea Bocelli, Billy Joel, U2, Yothu Yindi, Red Hot Chili Peppers, P!nk, Elton John, Deep Purple, Linkin Park, Dolly Parton, Justin Timberlake, Mariah Carey, Michael Jackson, George Michael, Rod Stewart, Jamiroquai, 50 Cent, Metallica, Guns n’ Roses, Iron Maiden, Gorillaz, Stevie Wonder, Neil Diamond, John Farnham, Pearl Jam, Simon & Garfunkel, Santana, Delta Goodrem, Foo Fighters, The Black Eyed Peas, The Wiggles, Gwen Stefani, Rihanna, Usher, OneRepublic, Birds of Tokyo, Paul Young, Nickelback, Green Day, Olivia Newton-John, Ray Charles, AC/DC, Lady Gaga, Soundgarden, KISS, Bob Dylan, Johnny Cash, Beyoncé, Chris Isaak, Belinda Carlisle, matchbox twenty, Maroon 5, Britney Spears, Roger Waters, Iggy Pop, Flo Rida, Brandi Carlile, Trivium, Aiden, Jars of Clay, Havana Brown, The Pussycat Dolls, Keith Urban, Miley Cyrus, Brooks & Dunn, Kyle Riabko, Cold Chisel, Jessica Mauboy, Disturbed, Atif Aslam, Sick Puppies, Justin Bieber, Tone Lōc, Evermore, The Veronicas, 2Cellos, As I Lay Dying, Ry Cuming, The Human League, Rise Against, Jeff Wayne, Baroness, Lil Jon, Johnny Marr & the Healers, Lamb of God, Big Boi, Ne-Yo, The Living End, Sebastian Bach, T-Pain, Mental as Anything, Pseudo Echo, Chris Brown, Jimmy Barnes, Christina Aguilera, The Bled, Drop Dead, Gorgeous, Gallows, The Used, Silversun Pickups, Rose Tattoo, The Waifs, Parkway Drive, Saosin, Senses Fail, Taking Back Sunday, Thursday, Underoath, Youth Group, Split Enz, Bliss n Eso auf.

## Sport
Der Burswood Dome war von 1989 bis 2012 der Austragungsort des Tennis-Nationenturniers Hopman Cup. Am 6. Dezember 2003 machte die World Wrestling Entertainment – Passport to Smackdown Tour im Dome Station. Die Basketballmannschaft der Perth Wildcats aus der NBL trug 2004 ein Spiel gegen die Melbourne Tigers im Burswood Dome aus. In den 1990er Jahren wurden in der Veranstaltungshalle Speedway-, Seitenwagen-, Speedcar-, Formula 500- und Monstertruck-Rennen durchgeführt. 2003 fanden die BMX-Weltmeisterschaften dort statt.